# Guatteria pogonopus
Guatteria pogonopus Mart. – gatunek rośliny z rodziny flaszowcowatych (Annonaceae Juss.). Występuje endemicznie w Brazylii – w stanach Alagoas, Bahia, Ceará, Paraíba, Pernambuco, Espírito Santo oraz Minas Gerais. 

## Morfologia
PokrójZimozielone drzewo dorastające do 6–10 m wysokości.
LiścieMają eliptyczny kształt. Mierzą 20–35 cm długości oraz 8–13 szerokości. Nasada liścia jest rozwarta. Liść na brzegu jest całobrzegi.
KwiatySą pojedyncze. Rozwijają się w kątach pędów. Mają płatków o barwie od białej do zielonej. Mają około 200 słupków.
OwocePojedyncze. Mają eliptyczny kształt. Osiągają 10 mm długości oraz 6 mm średnicy.

## Biologia i ekologia
Rośnie w lasach. Występuje na wysokości od 600 do 1000 m n.p.m..